# Чарлс Дарвин
Чарлс Роберт Дарвин (енгл. Charles Darwin; Шрузбери, 12. фебруар 1809 — Даун, 19. април 1882) је био британски биолог, природњак и геолог, који је поставио темеље модерне теорије еволуције по којој се сви животни облици развијају путем природне селекције. Утврдио је да су све животне врсте произашле током времена из заједничког претка, и у заједничкој публикацији са Алфредом Раселом Валасом увео је своју научну теорију да је тај образац гранања еволуције произашао из процеса који је он називао природном селекцијом, у коме је борба за опстанак имала сличан ефекат вештачкој селекцији која се примењује при селективном узгоју.
Дарвин је објавио своју теорију еволуције са уверљивом евиденцијом у својој књизи О пореклу врста из 1859. године, превазилазећи научно одбијање ранијих концепта трансмутације врста. До 1870-их, научна заједница и знатан део јавног мњења су прихватили еволуцију као чињеницу. Међутим, многи су фаворизовали алтернативна објашњења и тек је након појаве модерне еволуционе синтезе у периоду од 1930-их до 1950-их остварен шири консензус у коме је природна селекција основни механизам еволуције. У модификованом облику, Дарвиново научно откриће је уједињавајућа теорија наука о животу, која објашњава разноврсност живота.
Дарвиново рано интересовање за природу довело је до занемаривања медицинског образовања на универзитету у Единбургу; уместо чега се ангажовао у истраживању морских бескичмењака. Студије на универзитету у Кембриџу (Христов колеџ) оснажиле су његову страст за природним наукама. Његово петогодишње путовање на ХМС Биглу успоставило га је као еминентног геолога чије опсервације и теорије су подржавале Чарлс Лајелове униформистичке идеје, а објављивањем журнала путовања је стекао славу популарног аутора.
Заинтригиран географском дистрибуцијом дивљих животиња и фосила које је сакупио током путовања, Дарвин је почео са детаљним испитивањима и 1838. године је произвео теорију природне селекције. Мада је он дискутовао о својим идејама са неколико природњака, његова екстензивна истраживања су захтевала време и његов геолошки рад је добијао приоритет. Он је писао своју теорију 1858. године кад је од Алфреда Расела Валаса добио есеј којим је описана иста идеја, што је подстакло непосредну заједничку публикацију њихових теорија. Дарвинов рад је успоставио еволуционарно наслеђивање са модификацијом као доминантно научно објашњење диверзификације у природи. Године 1871 изучавао је људску еволуцију и полни одабир у раду The Descent of Man, and Selection in Relation to Sex, чему је следио рад The Expression of the Emotions in Man and Animals (1872). Његова истраживања биљки су објављена у серији књига, и у његовој финалној књизи,  (1881), у којој је изучавао глисте и њихов утицај на земљиште.
Дарвин се сматра једном од најутицајнијих личности у људској историји, и одата му је почаст сахрањивањем у Вестминстерској опатији.

## Биографија
Дарвин је рођен у месту Шрузбери, у грофовији Шропшир, 12. фебруара 1809. године као пето дете добростојеће енглеске породице. Његов деда са мајчине стране био је успешни трговац порцеланском и лончарском робом Џосаја Веџвуд, а деда с очеве стране познати психолог и научник из 18. века Еразмус Дарвин.
Године 1825, након завршетка школовања у елитној школи у родном Шрузберију, млади Дарвин је уписао медицину на универзитету у Единбургу. Године 1827. избачен је са студија медицине и уписао се на универзитет у Кембриџу са намером да постане свештеник англиканске цркве. Тамо је срео геолога Адама Сеџвика и природњака Џона Хенслоуа. Хенслоу не само да је помогао Дарвину у стицању самопоуздања него је свог ученика подучио како да буде пажљив и савестан посматрач природних појава и сакупљач примерака живог света.
Дарвин није завршио ни студије теологије, а 1831. године у његовој двадесет и другој години, на Хенслоуов наговор, укрцао се на истраживачки брод „Бигл“, придруживши се тако екипи природњака на научном путовању по свету. Дарвин је на том путовању добио прилику да посматра геолошке формације које су пронађене на различитим континентима и острвима као и велик број фосила и живих организама. У својим геолошким посматрањима Дарвин је био највише задивљен последицама деловања природних сила на Земљину површину. У то доба већина геолога заступала је теорију да су поједине врсте животињског и биљног света настајале независно једна од друге, те да је свака прошла креација уништена изненадном катастрофом, као што је нпр. земљотрес или пуцање и увијање Земљине коре. Према тој теорији последња катастрофа била је она повезана са Нојевом барком која је избрисала све животне облике осим оних који су се укрцали у барку. Остали примерци животних облика постали су фосили. Према том гледишту, врсте, настале независно једна од друге, нису мутирале тако да су заувек остајале на истом степену развоја.
Катастрофичну тезу (али не и теорију о немутацији врста) изменио је енглески геолог сер Чарлс Лајел у својој књизи у три тома „Принципи геологије“ (енгл. Principles of Geology) (1830—1833). Лајел је утврдио да Земљина површина пролази кроз сталне промене што је резултат деловања природних сила кроз дужи временски период. Док је боравио на „Биглу“ Дарвин је закључио да многа Лајелова запажања одговарају ономе што је сам уочио. Такође је приметио да неки његови налази нису у складу с Лајеловим хипотезама. Тако је, на пример, запазио да на острву Галапагос постоје јединствене врсте корњача, америчког дрозда и зеба које су, упркос томе што су блиско повезане са корњачама, дроздовима и зебама са континенталног дела Јужне Америке, различите у структури и прехрамбеним навикама. Та опажања натерала су Дарвина да постави питање да ли је могуће да постоје везе између различитих, али сличних врста.
Дарвин се вратио у Енглеску 1836. године, а пред његов повратак, један Дарвинов познаник, Едвард Блајд написао је 1835. године рад у коме су изнете основне замисли о еволуцији. Дарвин је објавио његове идеје о променљивости врста у делу „Белешке о трансмутацији врста“ (енгл. Notebooks on the Transmutation of Species). Дарвин се у свом становишту о развијању организама још више учврстио након што је прочитао „Есеј о принципима становништва“ (енгл. An Essay on the Principle of Population) из 1798. године, дело британског економисте Томаса Роберта Малтуса. У том делу Малтус објашњава како број становника света расте брже него што расте производња хране (број становника расте геометријском прогресијом, а производња хране аритметичком). Човек није у стању да уравнотежи наведене појаве па то, уместо њега, чине природне катастрофе, глад, болести и ратови. Дарвин је Малтусову теорију применио на животиње и биљке и 1838. године начинио нацрт теорије еволуције путем природне селекције.
Дарвин је следећих двадесет година дорађивао своју теорију и успут се бавио и неким другим природно-историјским пројектима; будући да је био прилично богат, никад није имао потребу за додатним радом. Године 1839, оженио се својом рођаком Емом Веџвуд, а нешто касније се преселио на мало имање Даун Хаус покрај Лондона. Тамо је са супругом подизао десеторо деце, од које је троје умрло у раном детињству.
Са познатијим и старијим Чарлсом Дарвином се дописивао Алфред Расел Валас (1823-1913). Почетком 1858. године Валас је послао један рад о еволуцији, који у основи садржи исту теорију еволуције као касније написано дело Дарвина, Дарвину уз молбу да рад буде објављен, али Дарвин је послао његовом дугогодишњем пријатељу и заштитнику Ч. Лајелу, утицајном истраживачу у лондонском Линеовом друштву, поред Валасовог рада и сличан рад потписан од Дарвина.
Тако су објављене у једном часопису истовремено 1858. године и прва Дарвинова теорија еволуције и рад млађег природњака Алфреда Расела Валаса, који је независно од Дарвина дошао до истог закључка о еволуцији. Дарвинова теорија је у опширнијем издању објављена 1859. године под насловом „О пореклу врста“ (енгл. On the Origin of Species). Чини се да је Дарвин убрзано радио и краћи рад из средине 1858. године заменио је крајем 1859. године обимном књигом, а тако је засенио такође кратки рад о еволуцији Алфреда Р. Валаса. Дарвиново дело названо је „књигом која је шокирала свет“, књига је распродата већ првог дана те је накнадно штампано још шест издања.
Реакција на Дарвинову књигу била је веома брза. Неки биолози приговарали су Дарвину да не може доказати своје хипотезе. Други су критиковали Дарвинову концепцију о развијању различитих врста из једне. Међутим, нису научници били најжешћи критичари Дарвинове теорије него Црква. Црквени представници су Дарвину оштро приговарали да теорија о природној селекцији пориче утицај Бога на стварање човека и ставља човека на исти ниво са животињама.
Остатак живота Дарвин је провео дорађујући теорију тако да је касније објавио још неколико књига у којима је објашњавао спорне делове теорије: „Мењање животиња и биљака у домаћим условима“ (1868; енгл. The Variation of Animals and Plants Under Domestication), „Порекло човека“ (1871; енгл. The Descent of Man), „Испољавање емоција код животиња и човека“ (1872; енгл. The Expression of the Emotions in Animals and Man) и „Порекло човека и селекција у вези са полом“ (1872; енгл. The Descent of Man and Selection in Relation to Sex). Важност Дарвиновог рада препознали су његови савременици те је Дарвин примљен у Краљевско друштво 1839. године и у Француску академију наука (1878). Одата му је почаст и сахраном у Вестминстерској опатији, након што је 19. априла 1882. преминуо у месту Даун, у грофовији Кент.

## Дела
Ово је некомплетна листа Дарвинових списа која садржи његова главна дела.

### Објављени радови
- 1839:  (Дневник и напомене); због популарности, текст је исте године поново штампан под насловом Journal of Researches into the Geology and Natural History (Дневник истраживања о геологији и природној историји).
  - Друго прерађено издање из 1845. такође користи овај нови наслов само што су ’геологија’ и ’природна историја’ заменили места, док на рикни књиге пише Naturalist's Voyage (Путовање природњака). Треће издање са финалном верзијом текста из 1860. носи исти наслов, а на рикни књиге стоји Naturalist's Voyage Round the World (Путовање природњака око света). Издање из 1905. први пут користи наслов The Voyage of the Beagle (Путовање Бигла).
  - Први непотпуни превод на српскохрватском је штампан у Загребу 1922. под насловом „Пут једнога природословца око земље”.
  - Потпуни превод излази у Загребу 1949. као „Путовање једног природословца око свијета”; преводиоци су Карла Кунц и Станко Михолић.
  - Године 1951. у Београду излази издање истих преводилаца под насловом „Путовање једног природњака око света”.
- 1842:  (Структура и дистрибуција коралних гребена) – Дарвинова прва монографија.
- 1844:  (Геолошка запажања на вулканским острвима).
- 1846:  (Геолошка опажања о јужној Америци).
- 1859:  (Постанак врста помоћу природног одабирања или Одржавање повлађиваних раса у борби за живот).
  - Први непотпуни превод на српски језик урадио је Милан Радовановић и објављен је 1878. под насловом „Постанак фела помоћу природног одбирања или Одржавање поњегованих раса у борби за живот” (превод је учињен на основу енглеског шестог, допуњеног и поправљеног издања).
  - Потпуни превод на српски у изведби Недељка Дивца је први пут објављен 1948. под насловом „Постанак врста помоћу природног одабирања или Одржавање повлађиваних раса у борби за живот”.
- 1868:  (Варијације животиња и биљака услед припитомљавања).
- 1871:  (Човеково порекло и сполно одабирање).
  - Први непотпуни превод на српски се појављује 1922. Преводилац је био Недељко Дивац.
  - Први комплетни превод излази 1931. (први том) и 1934. (други том) у изведби Недељка Дивца.
- 1872:  (Изражавање емоција код човека и животиња).
  - Издање на српском излази 2009. у преводу Невене Мрђеновић.
- 1881:  (Настајање хумуса путем деловања црва) – Дарвинова последња научна књига објављена непосредно пред његову смрт.

### Аутобиографија
- Дарвин је написао текст 1876. под насловом Recollections of the Development of my Mind and Character (Присећања на развој мог ума и карактера). Објављен је 1887. (пет година након Дарвинове смрти) као део књиге The Life and Letters of Charles Darwin, including an autobiographical chapter (Живот и писма Чарлса Дарвина, укључујући аутобиографско поглавље). Уредник издања, Дарвинов син, Франсис Дарвин је избацио неке делове из оригиналног текста који су се тицали Дарвинових критичких погледа на рачун Бога и хришћанства.
  - Издање на српском у преводу Милана Недића је први пут објављено 1937. под насловом „Мој живот”.
- Дарвинова унука, Нора Барлоу, је вратила избачене делове у издању из 1958. под насловом Autobiography of Charles Darwin (Аутобиографија Чарлса Дарвина).